# 551

## Esdeveniments
- Juliol: Un terratrèmol seguit d'un tsunami arrasa Beirut (Berytus) i provoca vora 50.000 morts.[1]
- L'Imperi Romà d'Orient conquereix als vàndals l'illa de Pantel·leria.[2]
- Atanagild esdevé rei dels visigots en rebel·lió contra Àkhila I.[3]